# West-salomonsvalkuil
De West-salomonsvalkuil (Athene jacquinoti synoniem: Ninox jacquinoti) is een vogel uit de familie Strigidae (Echte uilen). De vogel werd in 1850 door  Karel Lucien Bonaparte geldig beschreven en als eerbetoon vernoemd naar de Franse natuuronderzoeker Honoré Jacquinot.

## Verspreiding en leefgebied
Deze soort is endemisch op de Salomonseilanden en telt vier ondersoorten:
- A. j. eichhorni: Buka, Bougainville en Choiseul (noordelijke Salomonseilanden).
- A. j. mono: Mono (noordwestelijke Salomonseilanden).
- A. j. jacquinoti: Santa Isabel en San Jorge (centrale Salomonseilanden).
- A. j. floridae: Florida-eilanden (centrale Salomonseilanden).